# Prințul Wilhelm de Baden (1829–1897)
Prințul Wilhelm de Baden (germană Ludwig Wilhelm August Prinz von Baden) (18 decembrie 1829– 27 aprilie 1897) a fost general și politician prusac. A fost tatăl Prințului Maximilian de Baden, ultimul prim ministru al Prusiei și ultimul cancelar al Imperiului German. Wilhelm a fost Prinț de Baden și membru al Casei de Zähringen.